# 25

## Eventos

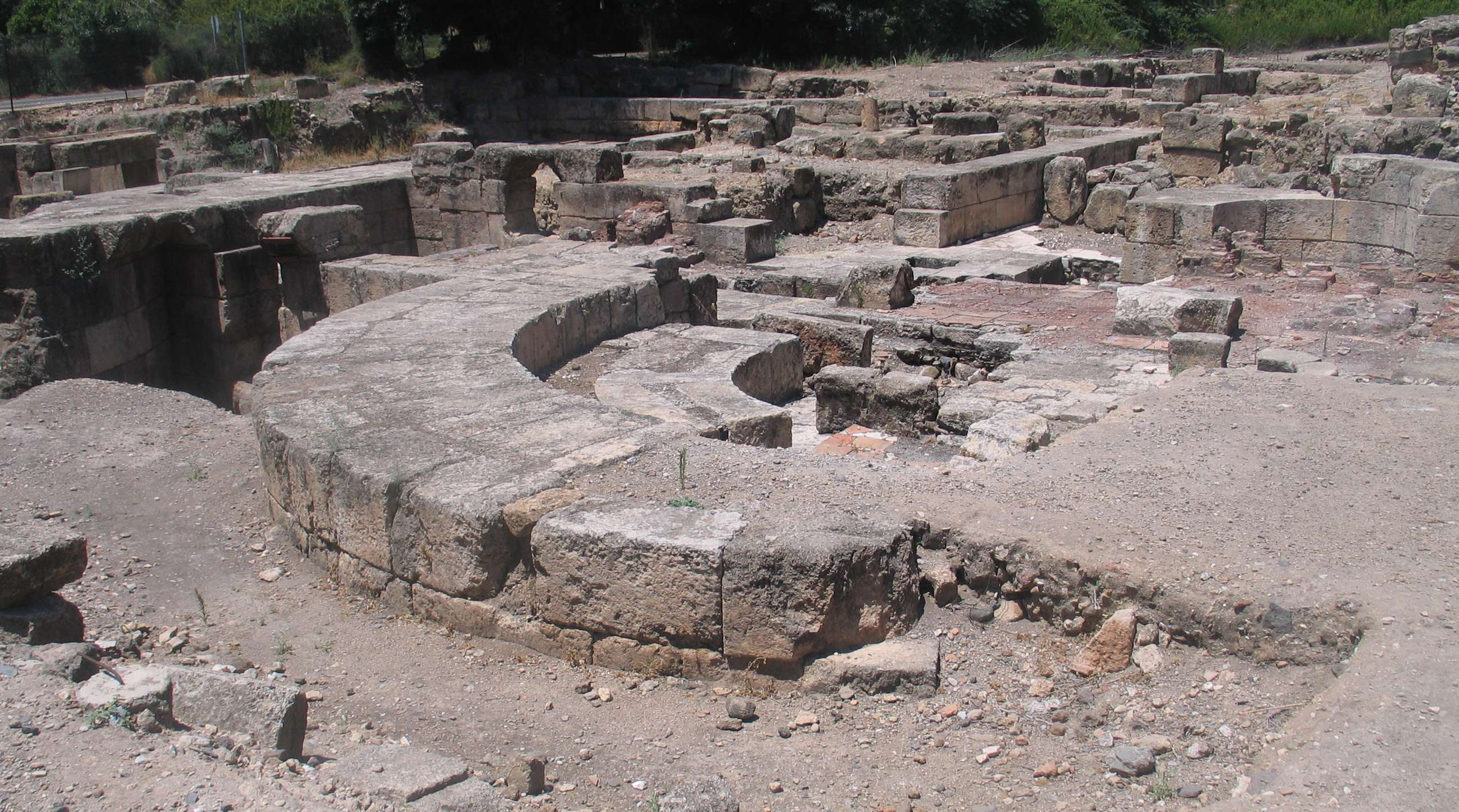
Palácio de Agripa, em Cesareia de Filipe, atual Banias

- Marco Asínio Agripa e Cosso Cornélio Lêntulo Isáurico, cônsules romanos.[1]
- 201a olimpíada: Damásias de Cidônia, vencedor do estádio.[2]
- Filipe, o tetrarca, constrói vários prédios em Paneas e muda seu nome para Cesareia de Filipe. Ele também constrói a cidade de Júlias.[3]
- Estabelecimento da colónia romana de Emerita Augusta

## Nascimentos
- Lúcio Domício Enobarbo (cônsul em 16 a.C.), político e militar romano (n. 49 a.C.).